# 인도긴귀고슴도치
인도긴귀고슴도치(Hemiechinus collaris)는 고슴도치과에 속하는 포유류의 일종이다. 인도의 토착종이다. 비교적 작은 고슴도치로 몸길이 17 cm 이하, 몸무게는 200-500g 정도이다. 식충성 동물이자 야행성 동물이다.